# Dmitri Egorov
Pour les articles homonymes, voir Egorov.
Dmitri Fiodorovitch Egorov (en russe : Дмитрий Фёдорович Егоров) parfois Dimitri Egoroff, né le 22 décembre 1869 à Moscou et mort le 10 septembre 1931 à Kazan, est un mathématicien russe.

## Biographie
Les travaux d'Egorov sont influencés par ceux de Jean Gaston Darboux en géométrie différentielle et en analyse. On a donné son nom au théorème d'Egoroff.
Parmi ses élèves figurent Pavel Aleksandrov, Nikolai Luzin et Ivan Petrovski.
Il est renvoyé en 1929 de la direction de l'Institut de mécanique et de mathématiques de l'université de Moscou, puis arrêté et emprisonné comme « sectaire religieux », il est un « Adorateur du Nom ». La Société mathématique de Moscou — dont il avait été secrétaire en 1917 et vice-président en 1921 et dont il était président depuis 1922 — continuait à le soutenir mais, maîtrisée à partir de novembre 1930 par un « groupe d'initiative », finit par l'expulser. Il est mort d'une grève de la faim.